# Ascocoryne solitaria
Ascocoryne solitaria är en svampart som först beskrevs av Rehm, och fick sitt nu gällande namn av Dennis 1971. Enligt Catalogue of Life ingår Ascocoryne solitaria i släktet geléskålar, ordningen disksvampar, klassen Leotiomycetes, divisionen sporsäcksvampar och riket svampar, men enligt Dyntaxa är tillhörigheten istället släktet geléskålar, familjen Helotiaceae, ordningen disksvampar, klassen Leotiomycetes, divisionen sporsäcksvampar och riket svampar. Arten är reproducerande i Sverige. Inga underarter finns listade i Catalogue of Life.